# 島津久明
島津 久明（しまづ ひさあき、万治2年6月5日（1659年7月24日） - 享保2年4月5日（1717年5月15日））は、江戸時代中期の薩摩藩士。家格一所持格。薩摩藩主島津光久の十男で島津家分家の島津準次男家の祖。諱は初め久治（資料により久始とも）、久明、久朗。大抵の史料では島津大蔵久明で知られる。幼名は虎松。通称は虎之丞、式部、大蔵。薩摩藩家老などを勤める。また、吉田、大姶良、福山の地頭を歴任。
禰寝清雄の長女を妻とした関係で、小松家に養子を出すことが多く、小松清香から清猷までの小松家当主は久明の子孫である。小松清宗にいたっては、準次男家の当主でありながら、藩命で隠居して小松家の養子となっている。
また、寛永寺本堂の手伝い普請の際は、舅の禰寝清雄が奉行を、久明が副奉行を務める。

## 年譜
- 寛文12年（1672年）6月5日：鹿児島城において元服。
- 天和2年（1682年）3月28日：吉田郷地頭[注釈 1]に就任。
- 貞享元年（1684年）10月1日：大姶良郷[注釈 2]地頭に転ず。
- 貞享3年（1686年）：詰衆となる。
- 元禄6年（1693年）11月15日：福山郷地頭に転ず。
- 元禄13年（1700年）1月10日：横目頭[注釈 3]。に就任。
- 元禄14年（1701年）10月11日：家老に就任。
- 同年10月14日：父の光久の命で本家より分家する。久明の家は準次男家とされた。また、翌月には異母弟の島津久記と島津久房が久明に倣って分家する。
- 正徳元年（1711年）：一所持格に列される。また、準次男家島津家の次男以下は三崎家と称し、明の字を通字とするように令達される。

## 家族
- 母；不明[注釈 4]。
- 妻；亀千代：禰寝清雄の長女、寛文7年（1667年）-寛保2年（1742年、久明のいとこ。
  - 子女、2男4女

1. 長男:島津久純（諱は初め久誠、久芬、久春。父の家督を継ぐ。）
2. 長女:伊集院蔵人久矩の妻
3. 次女:仁禮仲左衛門仲輝の妻
4. 三女:島津十左衛門久置の妻
5. 四女:島津将監久当の妻
6. 次男:島津久迢（初め三崎文大夫明見と称すが、準次男家4代目当主で甥の島津久通が小松氏を相続したため、準次男家を継ぐ。）